# David Cohen Prize
Der David Cohen Prize for Literature ist ein britischer Literaturpreis, der für ein Lebenswerk vergeben wird. Er wurde von der John S. Cohen Foundation ins Leben gerufen und wird vom Arts Council England betreut. Der Preis wird seit 1993 alle zwei Jahre an einen noch lebenden Schriftsteller aus dem Vereinigten Königreich oder der Republik Irland verliehen, der einen bedeutenden Beitrag zur englischen Literatur erbracht hat. Das vorliegende Werk kann aus den verschiedensten literarischen Sparten stammen. Dotiert ist der Preis mit 40.000 £ (Stand 2023).
Der jeweilige Gewinner des Preises wählt seinerseits den Empfänger des mit 10.000 £ (Stand 2021) dotierten Clarissa Luard Awards aus, der an eine literarische Organisation, die junge Schriftsteller unterstützt, oder an einen einzelnen Schriftsteller gehen soll, der jünger als 35 Jahre ist.

## Preisträger
- 1993: V. S. Naipaul
- 1995: Harold Pinter
- 1997: Muriel Spark
- 1999: William Trevor
- 2001: Doris Lessing
- 2003: Beryl Bainbridge und Thom Gunn
- 2005: Michael Holroyd
- 2007: Derek Mahon
- 2009: Seamus Heaney
- 2011: Julian Barnes
- 2013: Hilary Mantel
- 2015: Tony Harrison
- 2017: Tom Stoppard
- 2019: Edna O’Brien
- 2021: Colm Tóibín
- 2023: John Burnside